# لوئی لارسن
لوئی لارسن (دانمارکی: Louis Larsen; ۱۰ ژانویهٔ ۱۸۷۴ – ۲۶ مهٔ ۱۹۵۰) ژیمناست هنری اهل دانمارک بود.